# St. Nikolaus (Allmannshofen)

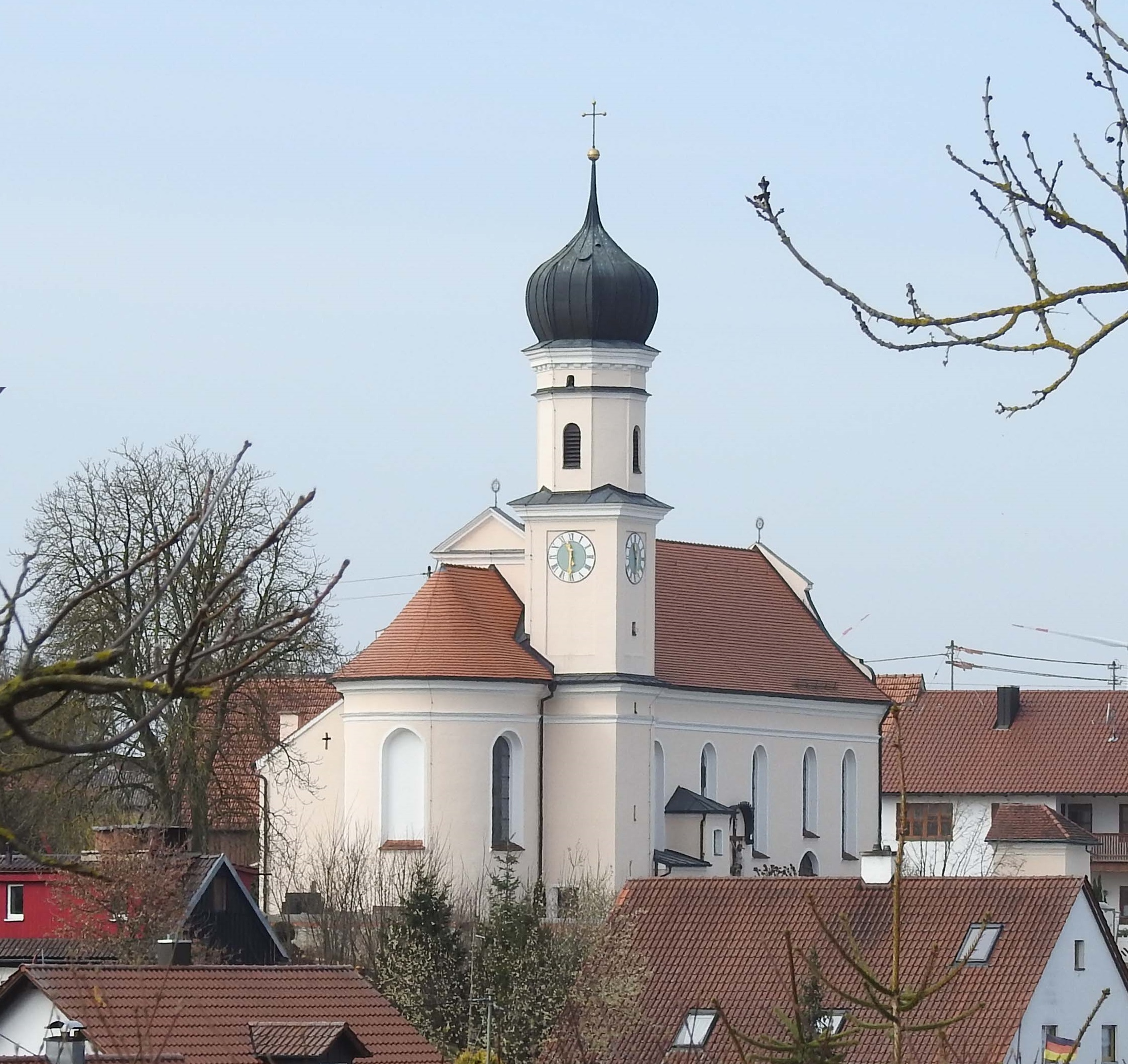
St. Nikolaus in Allmannshofen

St. Nikolaus ist eine römisch-katholische Pfarrkirche in Allmannshofen, einer Gemeinde im schwäbischen Landkreis Augsburg in Bayern. Das denkmalgeschützte Bauwerk ist in der Liste der Baudenkmäler in Allmannshofen eingetragen. Die Kirchengemeinde gehört zum Dekanat Augsburg-Land des Bistums Augsburg.

## Beschreibung
Die barocke Saalkirche wurde 1711/14 nach einem Entwurf von Christian Wiedemann errichtet. Sie besteht aus einem Langhaus, das 1900/05 nach Westen verlängert wurde, einem eingezogenen, halbrund geschlossenen Chor im Osten und einem Chorflankenturm auf der Nordseite. Sein oberstes quadratisches Geschoss beherbergt die Turmuhr. Darauf sitzt ein achteckiges Glockengeschoss, das mit einer Zwiebelhaube bedeckt ist. Die Fassade im Westen ist mit einem Volutengiebel bedeckt. 
Der Innenraum des Langhauses ist mit einer Flachdecke überspannt. Zur Kirchenausstattung gehören die um 1720 gebaute Kanzel und der um 1880 gebaute Hochaltar. Die Orgel wurde um 1880 von Franz Borgias Maerz gebaut.